# 韩少云
韩少云（1931年—2003年），女，河北秦皇岛人，中国评剧表演艺术家，沈阳评剧院演员，曾任第六、七届全国人大代表。